# John Whitehurst
John Whitehurst (Derby, 10 aprile 1713 – Londra, 18 febbraio 1788) è stato un orologiaio e scienziato britannico che diede un significativo contributo alla geologia; fu anche membro influente della Società Lunare.

## Biografia
Whitehurst nacque a Congleton, nel Cheshire, da un orologiaio, l'anziano John Whitehurst. Ricevette solo una leggera educazione, mentre il mestiere di orologiaio gli fu insegnato dal padre. All'età di 21 anni visitò Dublino per ispezionare un orologio dal meccanismo particolare di cui aveva sentito parlare. Nel 1722 inventò il "motore a pulsazione", un dispositivo di sollevamento dell'acqua che è stato il precursore del pistone idraulico.
Circa nel 1736 Whitehurst si mise in proprio a Derby, dove presto ebbe molto lavoro, distinguendosi per la costruzione di alcuni pezzi dall'ingegnoso meccanismo. Oltre a questo costruì anche l'orologio per il municipio, e in ricompensa fu registrato come “borghese" il 6 settembre 1737. Fece anche termometri, barometri e si interessò nel creare giochi d'acqua. Fu consultato in quasi ogni impresa nel Derbyshire e nelle contee adiacenti dove fosse richiesta perizia nella meccanica, pneumatica ed idraulica.
Nel 1774 Whitehurst ottenne un posto presso la Zecca Reale di Londra. Nel 1775 al varo della legge per migliorare il regolamento del conio della moneta d'oro, senza alcuna sollecitazione da parte sua ottenne un importante incarico su raccomandazione del duca di Newcastle. Whitehurst si trasferì a Londra, dove passò il resto della sua vita in studi scientifici, e dove la sua casa in Colt Cour, Fleet Street, (precedentemente dimora di James Ferguson) fu visitata da altri eminenti scienziati.
Nel 1778 Whitehurst ha pubblicato la sua teoria sugli strati geologici in An Inquiry into the Original State and Formation of the Earth. Il disegno originale di questo lavoro, che aveva iniziato a preparare mentre viveva a Derby, era quello di facilitare la scoperta dei minerali preziosi sotto la superficie della Terra; proseguì le sue ricerche con tanto ardore che sostenne la stesura dell'opera mise in pericolo la sua salute.
Il 13 maggio 1779 Whitehurst fu eletto membro della Royal Society e nel 1783 fu inviato a esaminare il Giant's Causeway e i resti vulcanici nel nord dell'Irlanda, inserendo le sue osservazioni su questo nella seconda edizione della sua opera. Circa nel 1784 escogitò un sistema di ventilazione per l'ospedale di San Tommaso. Nel 1787 pubblicò An Attempt towards obtaining invariable Measures of Length, Capacity, and Weight, from the Mensuration of Time: Whitehurst voleva studiare la forma della terra misurando le differenze nella gravitazione e per questo studiò il peso di pendoli in luoghi diversi. Misurò la lunghezza del pendolo, la frequenza della sua oscillazione e la lunghezza del percorso della testa in movimento e paragonò questi ai valori teorici calcolati nell'ipotesi che il mondo fosse una sfera perfetta.
Il 9 gennaio 1745 Whitehurst sposò Elizabeth Gretton, figlia di George Gretton, rettore della Trusley e della Dalbury Lees nel Derbyshire. Dopo la sua morte nel 1788 nella sua casa di Bolt Corte, Fleet Street, fu sepolto accanto alla moglie nel cimitero della chiesa di Sant'Andrea in Gray's Inn Road.
Si sostiene che Whitehurst fu il modello del filosofo per il dipinto di Joseph Wright of Derby Filosofo tiene una lezione sul planetario ed oggi esposto nel Derby Museum and Art Gallery.

## Opere
- John Whitehurst, An Inquiry into the Original State and Formation of the Earth, London, J. Cooper, 1778, ISBN 0-405-10465-0. URL consultato il 24 luglio 2011 (archiviato dall'url originale il 24 luglio 2011).
- John Whitehurst, An Attempt Towards Obtaining Invariable Measures of Length, Capacity, and Weight, From the Mensuration of Time, Independent of the Mechanical Operations Requisite to Ascertain the Center of Oscillation, or the True Length of Pendulums, London, W. Bent, 1787.